# Rimer Veeman

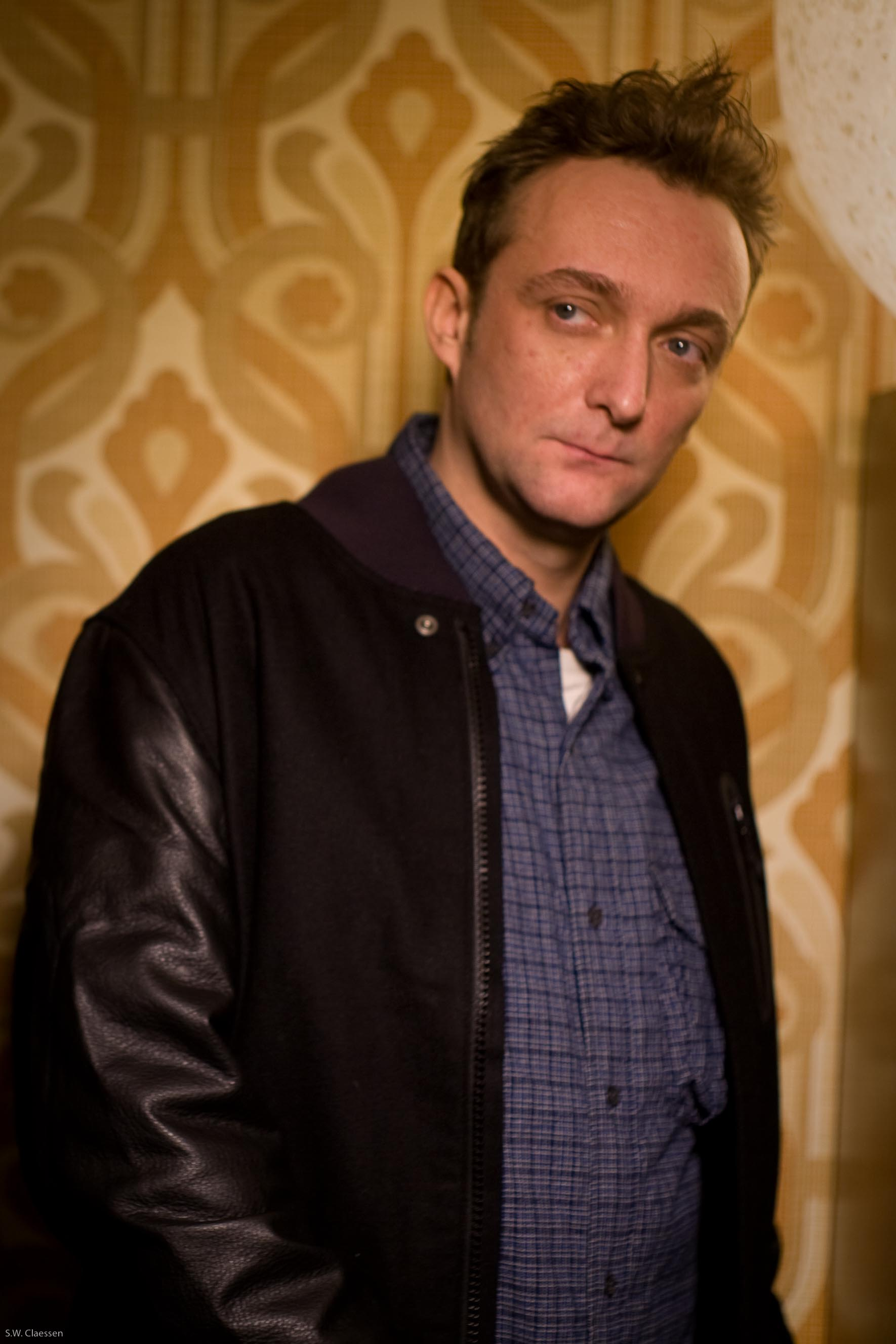
Rimer London, 2011

Rimer Veeman (Oostermeer), vooral bekend onder het pseudoniem Rimer London maar ook als Rimeroni Vumani of Vman, is een Nederlandse diskjockey en muziekproducent. Zijn muziekstijl is een vermenging van electro, funk en italo. Enkele van zijn nummers deed hij samen met de Zuid-Afrikaanse zangeres Cata Pirata.

## Levensloop
Veeman studeerde aan de Hogeschool voor de Kunsten Utrecht. Hij is producent van Luie Hond. In 2007 richtte hij samen met Piet Parra en Pepijn Lanen de popgroep Le Le op. Veeman vormt met Bas Bron de band Comtron en met Piet Parra het duo VeemanJanssen. Als Rimer London bracht hij in 2011 zijn eerste album uit.

## Discografie
Als lid van Le Le
Als lid van Comtron
- 2002 - What We Sell (ep)
- 2004 - Evil Systems (ep)
- 2006 - Follow the Money
- 2007 - Follow the Money
- 2007 - Special Consumer Series Part 1
- 2008 - Special Consumer Series Part 2
- 2012 - 099 (ep)
- 2012 - 098 (ep)
- 2013 - 097 (ep)
- 2014 - 096 (ep)
- 2015 - 095 (ep)

Als lid van VeemanJanssen
- 2010 - 5 Beers for the Woodmill (ep)

Als producer van Luie Hond
Als soloartiest
| Album met eventuele hitnotering(en) in de Nederlandse Album Top 100 | Datum van verschijnen | Datum van binnenkomst | Hoogste positie | Aantal weken | Opmerkingen                                       |
| ------------------------------------------------------------------- | --------------------- | --------------------- | --------------- | ------------ | ------------------------------------------------- |
| Sugarbooger                                                         | 2007                  |                       |                 |              | ep / als Rimeroni Vumani                          |
| Intercity                                                           | 2009                  |                       |                 |              | ep                                                |
| Rimer London                                                        | 2011                  |                       |                 |              | studioalbum / met samenwerkingen van Cata Pirata  |
| Close My Eyes                                                       | 2015                  |                       |                 |              | ep / met samenwerkingen van Sofie Winterson       |
| Naamloos                                                            | 2016                  |                       |                 |              | ep / als soundtrack van Naamloos van Pepijn Lanen |

Daarnaast heeft Rimer ook een aantal remixen gemaakt van nummers van De Jeugd Van Tegenwoordig waar mede-Comtron-lid Bas Bron en mede-Le Le-lid Pepijn Lanen in voorkomen.
- Hollereer (Rimeroni Vumani Remix)
- Sterrenstof (Rimer London Remix)